# Josefa Sagañoles i Martell

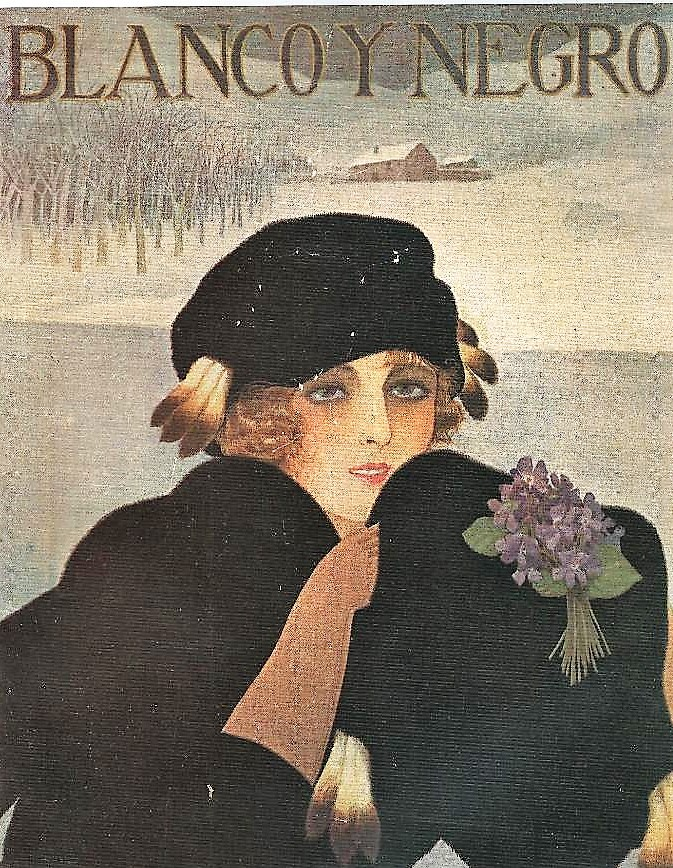
Portada revista Blanco y Negro. Publicada el 30 de novembre de 1919. Autora Pepita Sagañoles

Josefa Sagañoles i Martell   (Lleida, 24 d'agost de 1890 - Barcelona, juliol 1982) va ser una dibuixant i pintora lleidatana, especialitzada en paisatges i figuració d'estil modernista.

## Biografia
Josefa Sagañoles, coneguda com a Pepita Sagañoles va néixer a Lleida el 1890 filla única de Francesc Sagañoles Reig i Teresa Martell Pallerol. Francesc Sagañoles era advocat i polític, i va ser president de la Diputació de Lleida en tres períodes diferents, a més de ser nebot de Jaume Nuet Mingell, comte de Torregrossa. Pepita Sagañoles va rebre una educació per a noies segons els costums de la burgesia de l'època on destacava l'estudi d'idiomes i arts plàstiques, i ben aviat va sobresortir en aquests dos àmbits, en llegües estrangeres i en un domini excel·lent en matèries de pintura i dibuix.
Va estudiar a l'Acadèmia de Belles Arts Sant Jordi Barcelona amb el professor Josep Mongrell. I més tard assistí a l'acadèmia de dibuix que el 1916 va obrir de Joaquin Xauradó i Echauz a Lleida, concretament al número 41 del Carrer Major. En aquesta acadèmia la majoria de l'alumnat era masculí, i l'excepció a la regla la van configurar Josefa Sagañoles i Antònia Mir, ambdues dibuixants i pintores.
Pepita Sagañoles es pot considerar una paisatgista d'estil modernista, però en allò que va destacar especialment, i que més reconeixement li va aportar van ser els retrats. Tenia la capacitat de plasmar amb veritable encert d'arquetips populars o rurals i alhora les més sofisticades dames de l'època.
Tres obres seves van ser classificades per exposar-se a la Biennal de Paris de 1912 i la seva obra fou estudiada i elogiada per l'eminent crític Josep Francés .
El 1919 va guanyar el concurs convocat per la revista Blanco y Negro, suplement cultural del Diario Prensa Española ABC, i una làmina seva va il·lustrar la portada de la revista la setmana del 30 de novembre de 1919. Curiosament, al sumari de la revista van escriure el seu cognom malament, i hi apareix com “J. Sagañola”. Posteriorment, aquesta làmina es va incloure en una edició exclusiva del fons artístic de la Revista Blanco y Negro. Formava part d'una col·lecció de quatre làmines impreses en gravat en relleu sobre cartolina Geler, en dimensions 34x49cm. Els autors que configuraven aquesta col·lecció van ser José Loigorri, Ramón Manchón, Josefa Sagañoles i Salvador Bartolozzi Rubio. Tots autors de les portades de la revista Blanco y Negro els anys 1923, 1919, 1919 i 1922, respectivament.
També va guanyar un altre concurs del Diario Prensa Española ABC amb la làmina A siete bajo cero premiada al desembre de 1919 . I el convocat per la revista “La Esfera” en la que havien d'il·lustrar els diferents vestits regionals de cada província.
Va viure entre Lleida, Barcelona y Madrid. El 1944 va participar en l'Exposició de Belles Arts celebrada recent inaugurada Secció de Belles Arts de l'Institut d'Estudis Ilerdencs de Lleida el 1944, on va obtenir una Menció Especial.
A Lleida va participar de les activitats de la ciutat, i tenim constància que també formava part del personal de l'Acadèmia Mariana, tal com es recull als seus anals documentals.
L'any 1978 la Galeria Terraferma de Lleida va escollir obra seva per participar en l'exposició Un segle de pintura lleidatana 1836-1936.
El 2003 el Cercle de Belles Arts de Lleida li va dedicar una Exposició Antològia. També se li va retre un homenatge en el XIX Premi de Pintura i Tercer Internacional de Lleida.
Va morir a l'Hospital Militar Generalisímo de Barcelona l'onze de juliol de 1982, a l'edat de 91 anys.
La Paeria de Lleida va rendir homenatge a la pintora el 2005, i va posar seu nom a un carrer de la capital, situat a la part nova del barri de Pardinyes: “Carrer de Pepita Sagañoles Martell (Dibuixant i pintora. Lleida 1890-1982).
Tot i que es va retirar molt aviat per dedicar-se a la seva família, es considerada una de les millors pintores catalanes de la seva època.